# 圣尼各老主教座堂 (捷克布杰约维采)

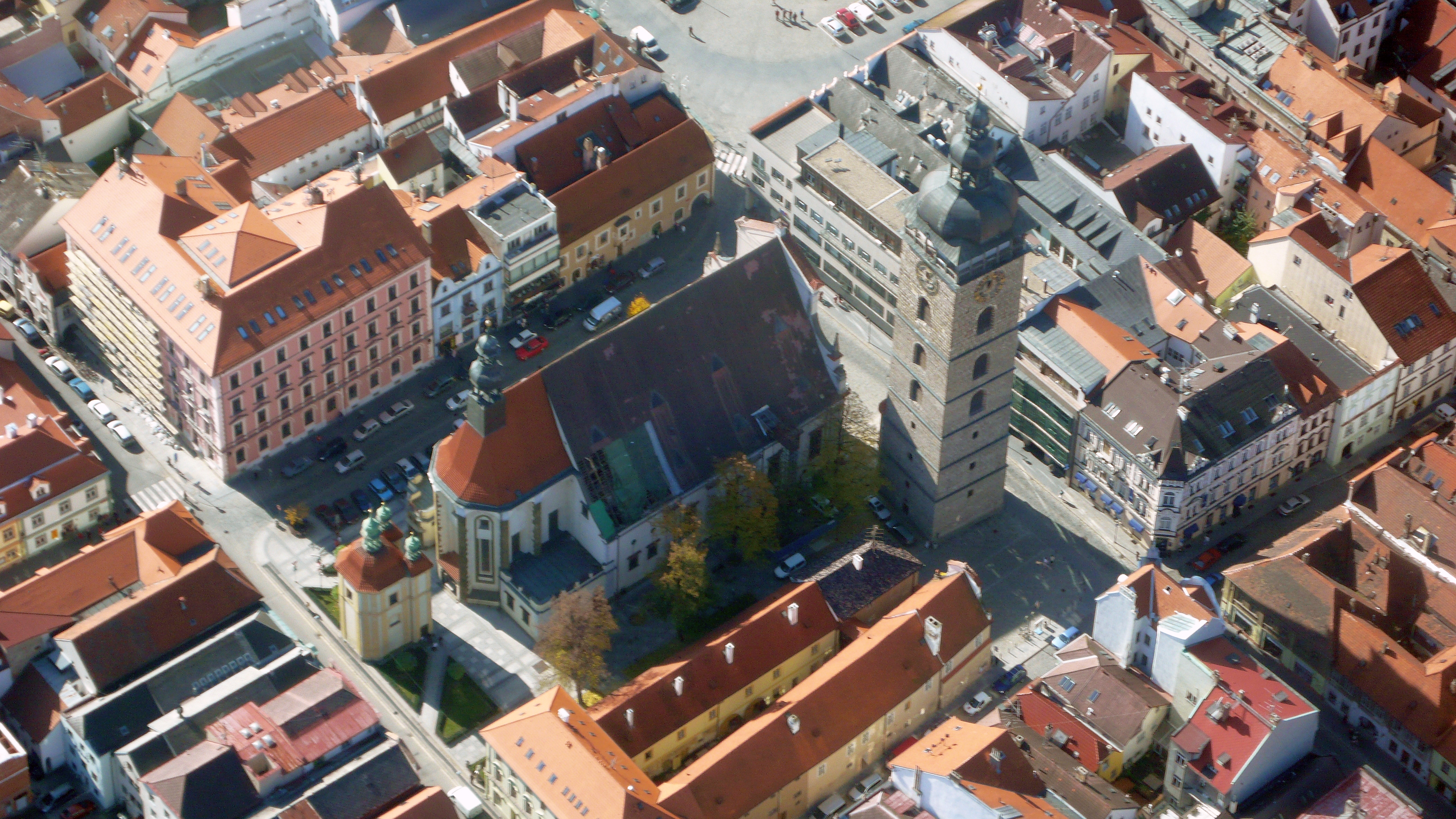
圣尼古拉主教座堂与黑塔

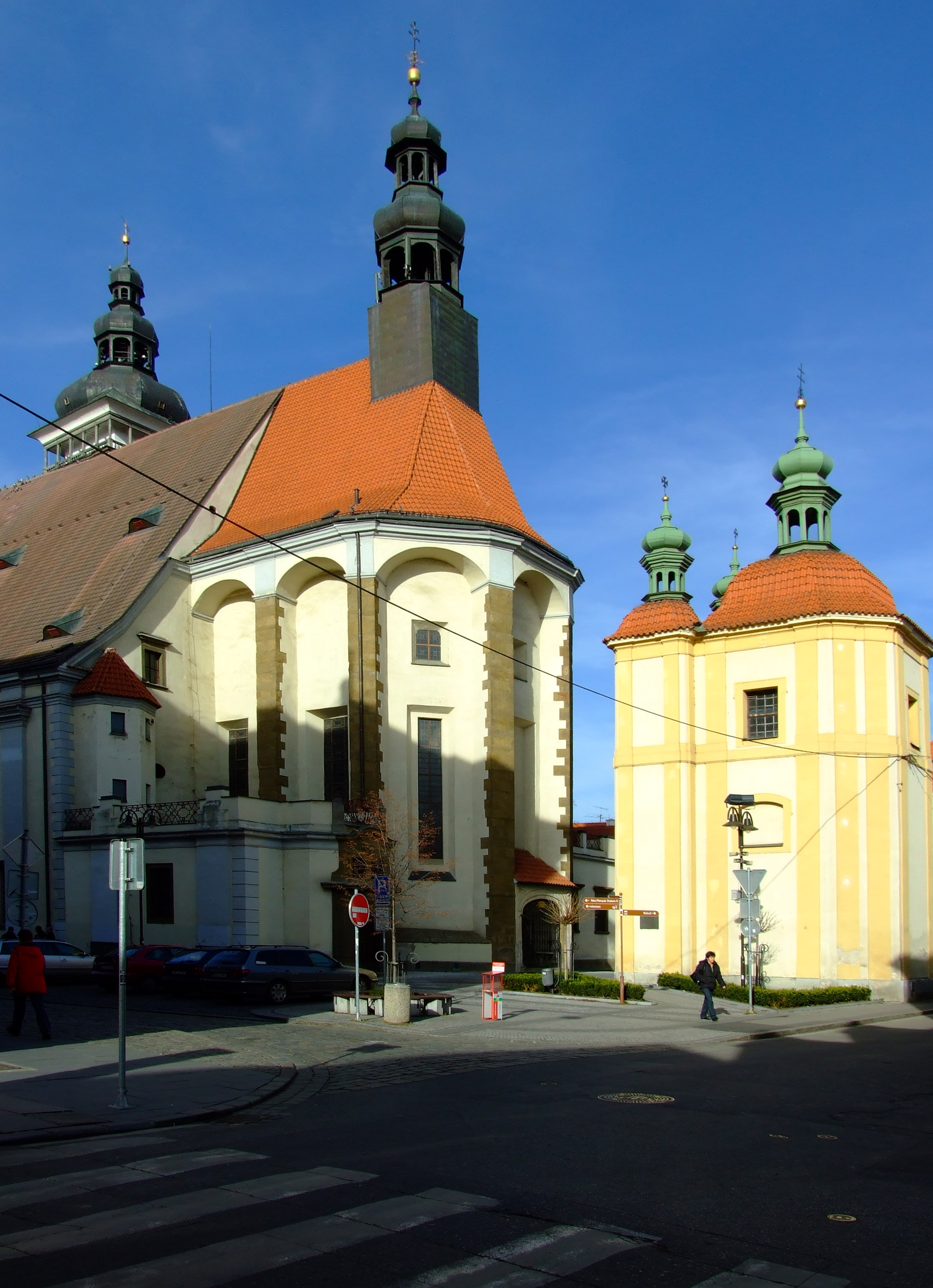
主教座堂和小堂

圣尼古拉主教座堂（Katedrála svatého Mikuláše）是天主教捷克布杰约维采教区的主教座堂，位于捷克布杰约维采市中心的普热米斯尔·奥托卡二世广场的东北角，毗邻黑塔。后者也充当主教座堂的钟楼。主教座堂前是约翰·伊尔西克（Jan Valerián Jirsík）的雕像。

## 历史
1265年捷克布杰约维采建城不久，本堂区教堂就开始奠基，大约在1297年，祝圣了祭台，教堂投入使用，虽然当时教堂显然还没有完成（主体建筑完工可能要到大约14世纪中叶）。这座教堂曾重建几次。在16世纪，新建了黑塔作为钟楼，并在1785年升格为主教座堂。
教堂设有成立于1784年的公墓，现已关闭。2001年至2005年，南波希米亚博物馆在此进行了深入的考古调查。 

## 开放
主教座堂在白天和弥撒期间向公众开放，弥撒时间是在每天7时，8时和17时，以及星期日上午10时30分。
48°58′30.97″N 14°28′33.68″E / 48.9752694°N 14.4760222°E